# Cliff Owen
Cliff Owen (Londres, 22 de abril de 1919-noviembre de 1993) fue un director de televisión de cine y televisión británico mejor conocido por su comedia The Wrong Arm of the Law, protagonizada por Peter Sellers. También dirigió dos de las tres películas, realizadas a mediados de la década de 1960, con el doble acto Morecambe and Wise, y la versión para pantalla grande de la comedia de situación de la BBC, Steptoe and Son.
Owen nació en Londres. Murió en Oxfordshire en noviembre de 1993, a la edad de 74 años.

## Filmografía seleccionada
- Brighton Rock (1947) - tercer asistente de dirección
- Noose (1947) - segundo asistente de dirección
- Under Capricorn (1949) - 2do asistente de dirección
- The Hasty Heart (1949) - 3er asistente de dirección
- Landfall (1949) - 2do asistente de dirección
- The Magic Box (1951) - asistente de dirección
- Young Wives' Tale (1951) - segundo asistente de dirección
- Castle in the Air (1952) - asistente de dirección
- Father's Doing Fine (1952) - asistente de dirección
- The Yellow Balloon (1953) - asistente de dirección
- Valley of Song (1953) - asistente de dirección
- London Playhouse (1955) (serie de televisión) - director
- The Seventh Dungeon (1955) (película para televisión) - director
- Boyd Q.C. (1956) (serie de televisión) - director
- Las nuevas aventuras de Martin Kane (1957) (serie de televisión) - director
- Shadow Squad (1957–59) (serie de televisión) - productor
- ITV Play of the Week (1958-1961) (serie de televisión) - director
- El tercer hombre (1959) (serie de televisión) - director
- Knight Errant Limited (1959) (serie de televisión) - director
- On Trial (1960) (serie de televisión) - director
- Offbeat (1961) - director
- On Trial: The Dilke Case (1961) - director
- Drama 61-67 (1962) (serie de televisión) – productor, director
- A Prize of Arms (1962) - director
- The Wrong Arm of the Law (1963) - director
- The Victorians (1963) (serie de televisión) - director
- A Little Big Business (1964) (serie de televisión) - director
- The Sullavan Brothers (1964) (serie de televisión) - director
- Melina Mercouri's Greece (1965) (documental) - directora
- That Riviera Touch (1966) - director
- A Man Could Get Killed, también conocido como Welcome, Mr. Beddoes (1966) - codirector
- The Magnificent Two (1967) - director
- The Vengeance of She (1968) – director[3]
- Los vengadores (1968) (serie de televisión) - director
- Rogues' Gallery (1968–69) (serie de televisión) - director
- ITV Playhouse (1969) (serie de televisión) - director
- Confession (1970) (serie de televisión) - director
- The Adventures of Don Quick (1970) (serie de televisión) - director
- Steptoe and Son (1972) - director
- Ooh... You Are Awful (1972) – director[4]
- Sexo no, por favor, somos británicos (1973) - director
- Closed Up-Tight (1975) - director
- Las pícaras aventuras de Tom Jones (1976) - director[5]